# Тур Секейского края 2024
18-й выпуск Тура Секейского края — шоссейной многодневной велогонки по дорогам Румынии. Гонка прошла с 7 по 10 августа 2024 года в рамках Европейского тура UCI 2024. Победителем стал российский велогонщик Лев Гонов.

## Участники
Всего в гонке приняло участие 21 команда.
| UCI Continental Teams (11)- ATT Investments - Astana Qazaqstan Development Team - Epronex-Hungary Cycling Team - Team Felt Felbermayr - Lubelskie Perła Polski - MENtoRISE MLMsuperstars - Santic-Wibatech - Vini Monzon-Savini Due-OMZ - Team Skyline - Vino SKO Team - Team Novak Национальная сборная- Румыния Любительские, клубные или региональные команды (9)- ARBÖ Radteam Feld Am See - Bialini Gomola CCN - Green Riders - Karcag Cycling - Levski-Nessebar Regional Team - Lotus Team - Idrettslaget Stjørdals-Blink - TTS.coach / Spica Solutions - UVT-Devron West Cycling Team |
| |

## Маршрут
Гонка состояла из пролога и двух этапов.
| Этап   | Дата  | Маршрут | type                    | Длина (км) | Победитель    | Лидер генеральной классификации |
| ------ | ----- | ------- | ----------------------- | ---------- | ------------- | ------------------------------- |
| Пролог | 7 авг |         | индивидуальная разделка |            | Лев Гонов     |                                 |
| 1      | 8 авг |         | холмистый               |            | Балаж Рожа    |                                 |
| 2      | 9 авг |         | холмистый               |            | Conn McDunphy |                                 |

## Ход гонки
Гонов вырвался в лидеры гонки после победы в прологе. Этот успех позволил ему продолжить борьбу за майку лидера на следующих двух этапах. На втором этапе Алессандро Ромеле также сражался за победу, но в итоге финишировал вторым. Лев Гонов занял четвертое место, и этого оказалось достаточно, чтобы обеспечить себе победу в общем зачёте. Алессандро Ромеле занял пятое место, а Рудольф Ремхе замкнул десятку лучших.

## Лидеры классификаций
| Этап   |                         | Победитель _  |
| ------ | ----------------------- | ------------- |
| Пролог | индивидуальная разделка | Лев Гонов     |
| 1      | холмистый               | Балаж Рожа    |
| 2      | холмистый               | Conn McDunphy |
| Итог   |                         |               |

## Итоговые классификации
| \| Генеральная классификация \| Генеральная классификация \| Генеральная классификация \| Генеральная классификация \| Генеральная классификация \| \| Гонщик \| Гонщик \| Команда \| Время \| \| \| ------------------------- \| ------------------------- \| --------------------------------- \| ------------------------- \| ------------------------- \| \| 1-й \| Лев Гонов \| Astana Qazaqstan Development Team \| 6ч 09' 24 \| \| \| 2-й \| Михаэль Кукрле \| Felt Felbermayr \| + 0 \| \| \| 3-й \| Matthias Schwarzbacher \| ATT Investments \| + 6 \| \| |                        |                                   |           |
| |                        |                                   |           |
| Источник: ProCyclingStats |                        |                                   |           |
| Генеральная классификация |                        |                                   |           |
| Гонщик | Гонщик                 | Команда                           | Время     |
| 1-й | Лев Гонов              | Astana Qazaqstan Development Team | 6ч 09' 24 |
| 2-й | Михаэль Кукрле         | Felt Felbermayr                   | + 0       |
| 3-й | Matthias Schwarzbacher | ATT Investments                   | + 6       |